# Rod Riffler
Rod Riffler (eredetileg Rudolf Ungar, Eszék, 1907. január 5. – Jasenovaci koncentrációs tábor, 1941.) horvát modern tánctanár, koreográfus és egy zágrábi tánciskola tulajdonosa volt, akit a holokauszt idején az usztasák öltek meg. 

## Élete és pályafutása
Eszéken született Ungar Makso és Lang Ilka zsidó szülők gyermekeként. Édesapja eszéki születésű kereskedő volt. Két nővére (Marie Louise és Marija), valamint egy öccse, Rafael nvolt. Amikor Eszékről Zágrábba költözött, tánciskolát nyitott. Riffler akkoriban a modern tánc egyik legjobb tanára volt. Ő volt Lea Deutsch, az ismert horvát zsidó gyermekszínésznő tánctanára, és Deutsch édesanyjának, Ivkának is közeli barátja volt. 1941-ben, amikor az usztasák megtudták, hogy zsidó és meleg, Rifflert letartóztatták és a jasenovaci koncentrációs táborba deportálták, ahol éhen halt. Mindössze 34 éves volt.

## Film
Lea Deutsch tragikus sorsáról 2010-ben Branko Ivanda horvát rendező „Lea és Darija” címmel filmet készített, melyben Rifflert Radovan Ruždjak horvát színész alakította.

## Fordítás
Ez a szócikk részben vagy egészben  a   Rod Riffler című angol Wikipédia-szócikk ezen változatának fordításán alapul.  Az eredeti cikk szerkesztőit annak laptörténete sorolja fel. Ez a jelzés csupán a megfogalmazás eredetét és a szerzői jogokat jelzi, nem szolgál a cikkben szereplő információk forrásmegjelöléseként.